# Karsan

Logo

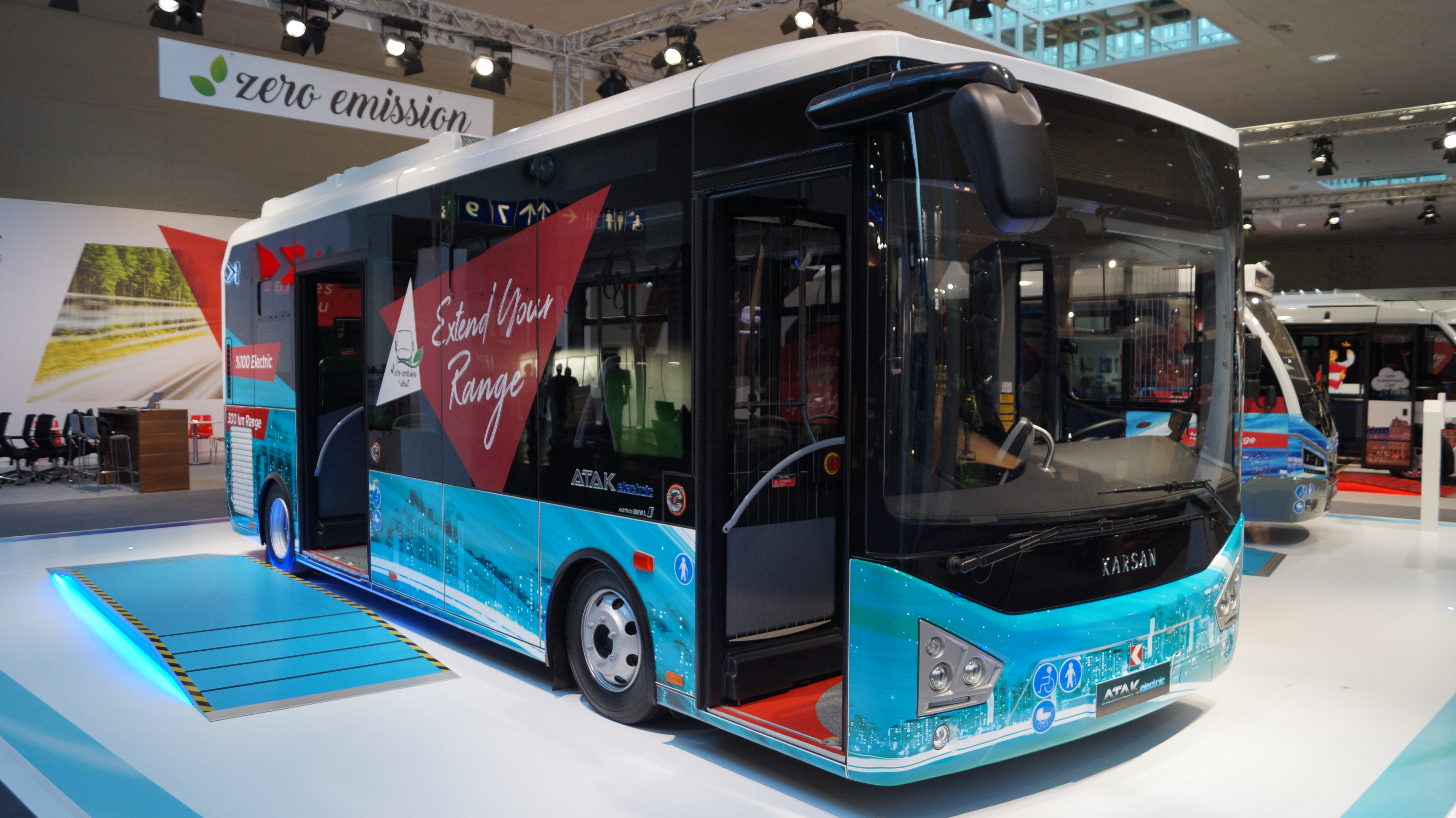
Karsan e-ATAK

Karsan is een Turks fabrikant van lichte bedrijfsvoertuigen. Karsan werd opgericht in 1966 in Bursa, Turkije.
Het automobielbedrijf heeft in 2010 meegedongen in de race om de nieuwe Yellow Cab voor New York te leveren. Het bedrijf eindigde bij de laatste drie kandidaten, maar heeft de opdracht niet verkregen.